# Juego topológico
Un juego topológico es un juego infinito de información perfecta jugado entre dos jugadores en un espacio topológico. Los jugadores eligen objetos con propiedades topológicas como puntos, conjuntos abiertos, conjuntos cerrados y cubiertas abiertas. El tiempo es generalmente discreto, pero las obras pueden tener una duración transfinita y se han propuesto extensiones al tiempo continuo. Las condiciones para que un jugador gane pueden involucrar nociones como el cierre topológico y la convergencia.
Resulta que algunas construcciones topológicas fundamentales tienen una contraparte natural en los juegos topológicos; ejemplos de estos son la propiedad de Baire, espacios de Baire, propiedades de completitud y convergencia, propiedades de separación, propiedades de cobertura y base, imágenes continuas, conjuntos de Suslin y espacios singulares. Al mismo tiempo, algunas propiedades topológicas que surgen naturalmente en los juegos topológicos pueden generalizarse más allá de un contexto de teoría de juegos: en virtud de esta dualidad, los juegos topológicos se han utilizado ampliamente para describir nuevas propiedades de los espacios topológicos y para poner propiedades conocidas bajo una luz diferente. También existen estrechos vínculos con los principios de selección.
El término juego topológico fue introducido por primera vez por Claude Berge, quien definió las ideas básicas y el formalismo en analogía con los grupos topológicos. Un significado diferente para el juego topológico, el concepto de “propiedades topológicas definidas por juegos”, fue introducido en el trabajo de Rastislav Telgársky, y más tarde “espacios definidos por juegos topológicos”; este enfoque se basa en analogías con juegos matriciales, juegos diferenciales y juegos estadísticos, y define y estudia juegos topológicos dentro de la topología. Después de más de 35 años, el término “juego topológico” se generalizó y apareció en varios cientos de publicaciones. El trabajo de encuesta de Telgársky enfatiza el origen de los juegos topológicos del juego de Banach–Mazur.
Hay otros dos significados de juegos topológicos, pero estos se usan con menos frecuencia:
- El término juego topológico introducido por Leon Petrosjan[7] en el estudio de los juegos antagónicos de persecución-evasión. Las trayectorias en estos juegos topológicos son continuas en el tiempo.
- Los juegos de Nash (Hex), los juegos de Milnor (Y (juego)), los juegos de Shapley (juegos de planos proyectivos) y los juegos de Gale (juegos de Bridg-It) fueron llamados juegos topológicos por David Gale en su discurso (1979/80). El número de movimientos en estos juegos siempre es finito. El descubrimiento o redescubrimiento de estos juegos topológicos se remonta a los años 1948-1949.

## Configuración básica para un juego topológico
Se pueden definir muchos marcos para infinitos juegos posicionales de información perfecta.
La configuración típica es un juego entre dos jugadores, I y II, que alternativamente recogen subconjuntos de un espacio topológico X. En la nª ronda, el jugador I juega un subconjunto In de X, y el jugador II responde con un subconjunto Jn. Hay una ronda para cada número natural n, y después de que se juegan todas las rondas, el jugador I gana si la secuencia
I0, J0, I1, J1,...
satisface alguna propiedad y, de lo contrario, el jugador II gana.
El juego está definido por la propiedad objetivo y los movimientos permitidos en cada paso. Por ejemplo, en el juego de Banach–Mazur BM ( X ), los movimientos permitidos son subconjuntos abiertos no vacíos del movimiento anterior, y el jugador I gana si {\displaystyle \bigcap _{n}I_{n}\neq \emptyset }.
Esta configuración típica se puede modificar de varias formas. Por ejemplo, en lugar de ser un subconjunto de X, cada movimiento puede consistir en un par {\displaystyle (I,p)} donde {\displaystyle I\subset X} y {\displaystyle p\in x}. Alternativamente, la secuencia de movimientos puede tener una longitud de algún número ordinal distinto de ω1.

### Definiciones y notación
- Una partida del juego es una secuencia de movimientos legales.

I0, J0, I1, J1,...
El resultado de una jugada es una victoria o una pérdida para cada jugador.
- Una estrategia para el jugador P es una función definida sobre cada secuencia finita legal de movimientos del oponente de P. Por ejemplo, una estrategia para el jugador I es una función s a partir de secuencias (J0, J1,..., Jn) para subconjuntos de X. Se dice que un juego se juega de acuerdo con la estrategia s si cada movimiento del jugador P es el valor de s en la secuencia de movimientos anteriores de su oponente. Entonces, si s es una estrategia para el jugador I, el juego

{\displaystyle s(\lambda ),J_{0},s(J_{0}),J_{1},s(J_{0},J_{1}),J_{2},s(J_{0},J_{1},J_{2}),\ldots }
es de acuerdo con la estrategia s. (Aquí λ denota la secuencia vacía de movimientos).
- Se dice que una estrategia para el jugador P es ganadora si por cada jugada de acuerdo con la estrategia s resulta en una victoria para el jugador P, por cualquier secuencia de movimientos legales del oponente de P. Si el jugador P tiene una estrategia ganadora para el juego G, esto se denota {\displaystyle P\uparrow G}. Si alguno de los jugadores tiene una estrategia ganadora para G, entonces se dice que G está determinado. Se sigue del axioma de elección que hay juegos topológicos no determinados.
- Una estrategia para P es estacionaria si depende sólo del último movimiento del oponente de P; una estrategia es Markov si depende tanto del último movimiento del oponente como del número ordinal del movimiento.

## El juego Banach – Mazur
El primer juego topológico estudiado fue el juego de Banach-Mazur, que es un ejemplo motivador de las conexiones entre las nociones de la teoría de juegos y las propiedades topológicas.
Sea Y un espacio topológico y sea X un subconjunto de Y, denominado conjunto ganador. El jugador I comienza el juego eligiendo un subconjunto abierto no vacío {\displaystyle I_{0}\subset Y}, y el jugador II responde con un subconjunto abierto no vacío {\displaystyle J_{0}\subset I_{0}}. El juego continúa de esta manera, y los jugadores eligen alternativamente un subconjunto abierto no vacío del juego anterior. Después de una secuencia infinita de movimientos, uno para cada número natural, el juego termina y yo gano si y solo si
{\displaystyle X\cap \bigcap _{n\in \omega }I_{n}\neq \emptyset .}
Las conexiones topológicas y teóricas del juego demostradas por el juego incluyen:
- II tiene una estrategia ganadora en el juego si y solo si X es de la primera categoría en Y (un conjunto es de la primera categoría o escaso si es la unión contable de conjuntos densos en ninguna parte).
- Si Y es un espacio métrico completo, a continuación, que tiene una estrategia ganadora si y sólo si X es comeagre en algún subconjunto abierto no vacío de S.
- Si X tiene la propiedad de Baire en Y, entonces el juego está determinado.

## Otros juegos topológicos
Algunos otros juegos topológicos notables son:
- el juego binario introducido por Ulam — una modificación del juego de Banach–Mazur;
- el juego de Banach - jugado en un subconjunto de la línea real;
- el juego Choquet - relacionado con los espacios tamizables;
- el juego de puntos abiertos, en el que el jugador I elige puntos y el jugador II elige vecindarios abiertos de ellos.

Se han introducido muchos más juegos a lo largo de los años, para estudiar, entre otros: el principio de correducción de Kuratowski; propiedades de separación y reducción de conjuntos en clases proyectivas cercanas; tamices Luzin; teoría de conjuntos descriptiva invariante; conjuntos de Suslin; el teorema de la gráfica cerrada; espacios palmeados; MP-espacios; el axioma de elección; funciones recursivas. Los juegos topológicos también se han relacionado con ideas en lógica matemática, teoría de modelos, fórmulas infinitamente largas, cadenas infinitas de cuantificadores alternos, ultrafiltros, conjuntos parcialmente ordenados y el número de colores de grafos infinitos.
Para obtener una lista más larga y una descripción más detallada, consulte el documento de encuesta de Telgársky de 1987.